# 塔姆沃思 (新南威爾斯州)

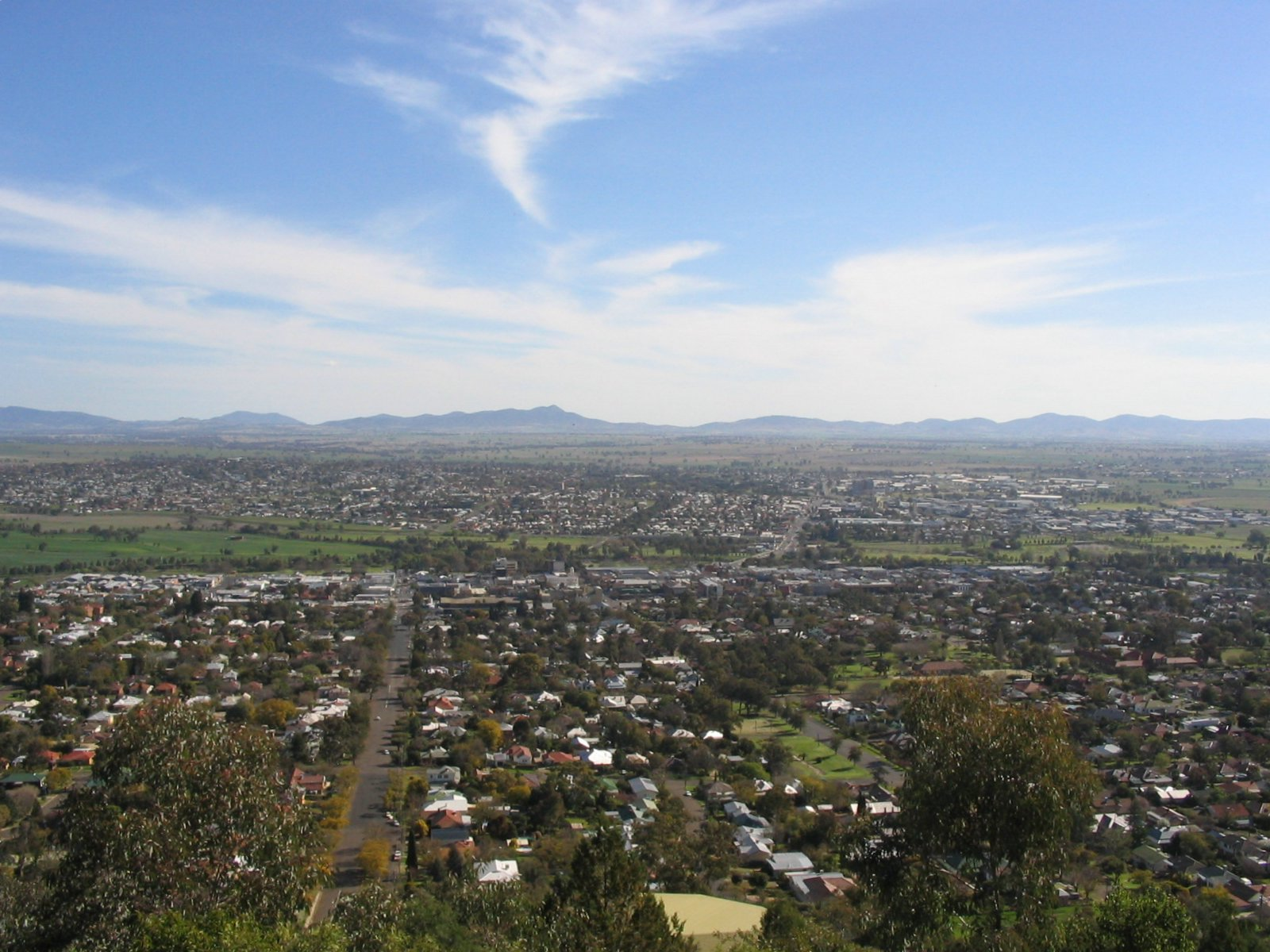
Tamworth-lookout

譚沃思乃澳大利亞新南威爾斯州的新英格蘭地區之小城，位置處於澳東兩大城市的布里斯本和雪梨之間，人口有4萬3千。本市每年一月下旬皆舉辦「譚沃思鄉村歌曲節」，是澳大利亞的「鄉村歌曲之都」（Country Music Capital of Australia）。
在塔姆沃思的游客中心门前有一把高12米的“金色大吉他”（The Big Golden Guitar）雕像，是塔姆沃思的象征。
過去有鐵路自本市通往昆士蘭的黃金海岸，如今則限於往返阿米代爾與雪梨；另有澳洲航空提供前往雪梨的服務。

## 經濟
塔姆沃斯经济发展很好，当地中餐馆发达，旅店密集。